# Pneumatoarthrus
Pneumatoarthrus là một chi rùa biển kỷ Creta ban đầu được Edward Drinker Cope mô tả như một khủng long hadrosauria năm 1870.